# 1999 في تونس
فيما يلي قوائم الأحداث التي وقعت خلال عام 1999 في تونس.

## أحداث
- 24 أكتوبر – الانتخابات التشريعية التونسية 1999

## سياسة

### تعيين في المنصب
- 17 نوفمبر – محمد الغنوشي رئيس حكومة تونس.

### انتهاء فترة المنصب
- 17 نوفمبر – حامد القروي رئيس حكومة تونس.

## وفيات

### يناير
- 18 يناير – البشير زرق العيون (مواليد 1912) مناضل تونسي

### مارس
- 14 مارس – الحبيب عاشور (مواليد 1913) نقابي تونسي.

### يونيو
- 22 يونيو – وسيلة بورقيبة (مواليد 1912) الزوجة الثانية للرئيس الحبيب بورقيبة و سيدة تونس الأولى.

### أغسطس
- 8 أغسطس – الضاوي حنابلية (مواليد 1922) سياسي من تونس.

### نوفمبر
- 8 نوفمبر – عبد الحميد الشيخ (مواليد 1935) سياسي تونسي.